# La Revolución
La Revolución és una obra per a cor i orquestra del compositor Josep Anselm Clavé i Camps que va dedicar a Abdó Terrades i Poli.

## Estrena
Es va estrenar de forma oficial el Dilluns de Pasqua de 1869 al Gran Teatre del Liceu per l'Orquestra i els cors del teatre i amb l'especial col·laboració de la Societat Euterpe i la Societat Euterpense La Fraternidad de Gràcia. En el concert també es va interpretar la gran simfonia de Guillem Tell de Rossini i el rigodon bèl·lic Los nets dels Almogàvers de Clavé. També van participar en aquesta estrena amb les seves poesies escriptors com Manuel de Lasarte, Antoni Altadill, Eduard Vidal i Valenciano i Conrad Roure.

## Obra
L'obra està escrita per cor i orquestra. La cantata plasma el moment polític de l'època. Hi descriu la decadència de la monarquia que hi havia envers el triomf de les forces progressistes. Musicalment ho fa introduint la Marcha reial i la cançó revolucionària La campana, obra d'Abdó Terradas.
La campana va ser un himne revolucionari al llarg dels fets del 1841. La Revolución aixecava gran entusiasme, però no va aconseguir el caràcter popular esperat per les seves complicacions musicals, tot i això es va fer molt popular.
En aquesta obra també es veu reflectida la joventut d'Anselm Clavé, quan era un militant impetuós i als dinou anys anava a assaltar la Ciutadella. Són versos on la incitació a la lluita és el “leitmotiv”.
Clavé li va dedicar l'obra a Abdó Terrades justificant-ho així: 
| «                                                       | La música que acompaña estos versos, describe la lucha entre la monarquía que se derrumba y el Pueblo que avanza, representa aquella institución caduca por los acordes de la marcha real española, y la idea revolucionaria por la enérgica y popular canción republicana, La campana, que compuso el 1841 el malogrado Abdón Terradas. | » |
| — Clavé, Clavé, Josep Anselm. Flores de estío, pàg. 188 | |   |

## Context
Va compondre aquesta obra en un període dedicat totalment a la política, produint molt poca música. Des de l'escalat de la Revolució de l'any 1868 fins a la seva mort el febrer de 1874 va escriure tan sols 4 obres: La Revolución, Pel juny la falç al puny, l'adaptació al català de La Marsellesa i Goigs i planys dues de les quals són de gènere polític. Va interpretar-se per primera vegada el 17 de maig de 1868, va tenir tant èxit que va figurar a tots els programes dels dos anys següents.